# 옥동중학교 (강원)
옥동중학교(玉洞中學校)는 대한민국 강원특별자치도 영월군 김삿갓면 옥동리에 있는 공립 중학교이다.

## 학교 연혁
- 1971년 1월 4일 : 옥동중학교 3학급 설립인가
- 1973년 10월 8일 : 제1회 개교기념일
- 1987년 3월 1일 : 8학급 인가
- 2023년 12월 29일 : 제51회 졸업식(총 2,331명)
- 2024년 3월 1일 : 제25대 박희숙 교장 부임
- 2025년 3월 4일 : 2025학년도 입학생(2명)

## 참고 자료
- 옥동중학교 - 한국교육학술정보원 학교알리미